# Der Schakal (1997)
Der Schakal (Originaltitel: The Jackal) ist ein Actionthriller aus dem Jahr 1997 von Michael Caton-Jones über einen ehemaligen IRA-Kämpfer (Richard Gere), der zum letzten Mal gegen einen alten Feind antreten muss – den Profikiller „Schakal“ (Bruce Willis). Weitere wichtige Rollen sind mit Sidney Poitier, Diane Venora und Mathilda May besetzt. Der Film kam am 12. März 1998 in die deutschen Kinos.
Es handelt sich um eine freie Neuverfilmung des im deutschen Titel gleichnamigen Films von Fred Zinnemann aus dem Jahr 1973, dem der Roman Der Schakal von Frederick Forsyth zugrunde liegt.

## Handlung
Bei einer gemeinsamen Polizeiaktion der russischen FSB und des FBI erschießt die russische Polizistin Valentina Koslova den Mafioso Ghazzi Murad in Notwehr. Dessen Bruder Terek erklärt daraufhin dem FSB und den Amerikanern den Krieg. Er heuert einen Profikiller namens „Der Schakal“ an, der als Rache für Ghazzis Tod eine hochgestellte Persönlichkeit der US-Politik töten soll.
Koslova und der stellvertretende FBI-Direktor Carter Preston finden bald heraus, dass Tereks Männer Informationen über Donald Brown sammeln, den Direktor des FBI, und stellen auch eine Verbindung zum Schakal her. Da jedoch die US-Behörden bislang kaum Informationen über ihn besitzen und niemand sein Gesicht kennt, müssen sie die ehemalige ETA-Terroristin Isabella Zanconia finden, die früher mit dem Killer zu tun hatte. Der Einzige, der Isabellas Aufenthaltsort kennt, ist der Ex-IRA-Scharfschütze Declan Mulqueen, der in einem US-Hochsicherheitstrakt eine langjährige Haftstrafe absitzt. Dieser willigt nach anfänglicher Ablehnung ein, ihnen zu helfen: Er kennt das Gesicht des Schakals ebenfalls und verspricht, das FBI zu unterstützen, solange Isabella aus allem herausgehalten wird. Eine Begnadigung von Mulqueen schließt das FBI aber aus, lediglich eine Verlegung in ein Gefängnis mit geringerer Sicherheitsstufe wird ihm versprochen.
Der Schakal beschafft sich derweil eine Reihe falscher Identitäten sowie eine Maschinenkanone und bereitet seine Einreise in die Vereinigten Staaten vor. Vom Tüftler Ian Lamont lässt er sich eine fernsteuerbare Drehplattform für die inzwischen in Kanada angelieferte Maschinenkanone bauen. Als Lamont versucht, ihm für die vereinbarte Herausgabe der Konstruktionspläne eine sehr viel höhere Bezahlung abzupressen, erschießt ihn der Schakal beim Ausprobieren im Gelände mit ebendieser Waffe.
Declan gibt dem FBI den Aufenthaltsort von Isabella preis, mit der er früher zusammen war, die aber mittlerweile eine eigene Familie gegründet hat. Unter Überwachung des FBI trifft Declan sich mit ihr. Sie verabschieden sich endgültig, wobei sie ihm einen Schlüssel für ein Schließfach zusteckt, in dem ein gefälschter Pass und Geld für die Rückreise nach Irland warten. Sie fleht ihn an, ihn zu benutzen, aber Declan ist fest entschlossen, den Schakal zur Strecke zu bringen; bei einem Feuergefecht verletzte dieser einst nicht nur ihn selbst, sondern auch die schwangere Isabella so schwer, dass sie ihr gemeinsames ungeborenes Kind verlor.
Der Schakal mischt sich inzwischen mit einem Boot unter die Teilnehmer einer Segelregatta und reist so von Kanada in die USA ein. Er sucht Isabellas Haus auf, wo er jedoch nur Major Koslova und einige FBI-Agenten vorfindet. Er tötet alle und lässt die sterbende Polizistin mit der Nachricht an Declan zurück, dieser könne „seine Frauen einfach nicht beschützen“. Anschließend versteckt er sich im Haus eines homosexuellen Anwalts aus Washington D.C., mit dem er sich im Vorfeld flüchtig bekannt gemacht hatte, und tötet diesen.
Kurze Zeit später trifft Declan in Isabellas Haus ein. Valentina teilt ihm gerade noch die Botschaft des Schakals mit, ehe sie in seinen Armen stirbt. Durch diesen Satz und einige andere Hinweise erkennt Declan, dass nicht der FBI-Direktor das geplante Mordopfer ist, sondern die First Lady, während sie der Eröffnung eines Kinderkrankenhauses als Schirmherrin beiwohnt. In letzter Sekunde können Declan und Preston das Attentat verhindern, wobei letzterer durch Geschoss-Splitter am Bein verletzt wird. Als Polizist verkleidet, schießt der Schakal mit der ferngesteuerten Maschinenkanone in die Fassade und die zuschauende Menge. Declan hat zuvor das Auto erspäht und die Präzisionssteuerung mit einem Schuss aus über 750 m Entfernung beschädigt. Er verfolgt den Schakal in die U-Bahn, wo dieser nach einer längeren Hetzjagd durch den Tunnel ein junges Mädchen auf einem Bahnsteig als Geisel nimmt und den Iren zwingt, seine Waffe niederzulegen. Gerade als er Declan töten will, tritt Isabella auf den Plan. Über ein Handy wurde sie von Declan ständig informiert. Sie schießt den Schakal nieder, der ihr ungeborenes Kind auf dem Gewissen hat, und erfüllt damit eine Prophezeiung von Major Koslova: „Man sagt, dass die Basken nach der Vendetta leben. Wenn sie jemanden hassen, dann auf ewig. Und wenn sie lieben, ist es genauso.“ Als der Schakal sich noch einmal aufrafft, um nach seiner Waffe zu greifen, wird er von Declan erschossen.
Der Schakal wird in einem namenlosen Grab am Rande einer Müllkippe beerdigt. Preston teilt Declan mit, dass dieser nicht begnadigt werden könne, aber die letzten Jahre seiner Strafe in einer Haftanstalt mit niedriger Sicherheitsstufe untergebracht werde. Er selbst sei nun unantastbar, da er die First Lady gerettet habe. Er vermutet, dass die IRA ein geheimes Depot mit Geld und einer neuen Identität für Declan eingerichtet hat. Er verabschiedet sich von dem Iren, um einen Kaffee zu trinken, so dass dieser genug Zeit hat, sich abzusetzen und auf den Rückweg in seine Heimat zu machen.

## Besetzung und Synchronisation
Die deutschsprachige Synchronisation des Films entstand bei der Hermes Synchron in Potsdam. Verfasser des Dialogbuchs war Christoph Seeger, Dialogregie führte Leon Boden.
| Rolle                                       | Darsteller       | Synchronsprecher         |
| ------------------------------------------- | ---------------- | ------------------------ |
| „Der Schakal“                               | Bruce Willis     | Manfred Lehmann          |
| Declan Mulqueen                             | Richard Gere     | Hubertus Bengsch         |
| Carter Preston, stellv. FBI-Direktor        | Sidney Poitier   | Joachim Kemmer           |
| Valentina Koslova, Major des FSB            | Diane Venora     | Kerstin Sanders-Dornseif |
| Isabella Zanconia, Ex-Freundin von Mulqueen | Mathilda May     | Susanna Bonasewicz       |
| T. I. Witherspoon, FBI-Agent                | J. K. Simmons    | Lutz Riedel              |
| McMurphy, FBI-Agent                         | Richard Lineback | Stefan Gossler           |
| Donald Brown, FBI-Direktor                  | John Cunningham  | Christian Rode           |
| Ian Lamont, Schlosser, baut die Lafette     | Jack Black       | Tobias Meister           |
| Emily Cowan, First Lady                     | Tess Harper      | Liane Rudolph            |
| Woolburton                                  | Leslie Phillips  | Friedrich Schoenfelder   |
| Douglas, Homokneipen-Bekannter des Schakals | Stephen Spinella | Klaus-Peter Grap         |
| Terek Murad, Auftraggeber des Schakals      | David Hayman     | Friedrich Georg Beckhaus |
| Ghazzi Murad, Bruder von Terek              | Ravil Isyanov    | Udo Schenk               |
| Victor Politovsky, Laufbursche von Terek    | Yuri Stepanov    | Mathias Kunze            |
| George Decker, Ehemann von Zanconia         | Steve Bassett    | Leon Boden               |
| Dennehey                                    | Walt MacPherson  | Hans-Jürgen Dittberner   |
| Akashi, Scharfschütze der Army              | Daniel Dae Kim   | Albert Obitz             |
| Maggie, Geisel des Schakals                 | Maggie Castle    | Anja Stadlober           |
| Vasilov                                     | Peter Sullivan   | Leon Boden               |
| General Belinko                             | Richard Cubison  | Michael Telloke          |
| Beaufres                                    | Serge Houde      | Erich Räuker             |
| Alexander Radzinski                         | Jonathan Aris    | N.N.                     |
| Bill Smith                                  | Edward Fine      | N.N.                     |
| Larry King                                  | er selbst        | Reinhard Kuhnert         |

## Hintergrundnotizen, Produktion
Die Neuverfilmung des Klassikers The Day of the Jackal entstand 1997 unter der Regie von Michael Caton-Jones. Der Regisseur des Originals, Fred Zinnemann, zu diesem Zeitpunkt bereits 89 Jahre alt, wehrte sich vehement gegen die Verwendung des Originaltitels für die neue Verfilmung. Schließlich erschien der Film mit gekürztem Titel The Jackal, in Deutschland hingegen sind die Titel identisch. Die neue Verfilmung basiert indes nur recht lose auf der Romanvorlage, und der Handlungsort wurde von Europa ins Amerika der 1990er Jahre verlegt. Das Opfer ist dementsprechend auch nicht Präsident Charles de Gaulle, sondern die Frau des US-Präsidenten.
Der Song, den der Schakal im Garten laufen lässt, um Valentina und Witherspoon abzulenken, ist Red Tape der Band Agent Provocateur. Er ist auch auf dem Soundtrack-Album und wurde in den Kinotrailern zu Underworld und Underworld: Evolution verwendet.
Die in der Metro Washington spielenden Szenen wurden in der Metro Montreal gedreht. Als Kulissen dienten die Stationen Lionel-Groulx und Radisson. Die Hauptdarsteller des Films, Bruce Willis und Richard Gere, agieren unter anderem um einen Zug des Typs MR-63 mit Gummibereifung, der 1963 nach Pariser Metrozügen entwickelt wurde und bis 2018 im Einsatz war. Die im Film vom Schakal verwendete „polnische Maschinenkanone ZSU-33“ existiert nicht.

## Rezeption

### Kritik
Roger Ebert bezeichnete den Film in der Chicago Sun-Times vom 14. November 1997 als „trübsinnig“ („glum“) und „eigenartig flach“. Das gezeigte Verbrechen könne jeder Zuschauer schneller und „effizienter“ ausführen. Ebert schrieb außerdem, dass ihn Zinnemanns Film von 1973, auf dem  Der Schakal basiert, durch seine „Fachkompetenz“ beeindruckt habe, während das Remake dies lediglich durch seine „Absurdität“ schaffe.
Ähnlich sah das auch das Lexikon des internationalen Films: „Die ambitionslose Neuverfilmung eines bereits 1972 von Fred Zinnemann adaptierten Romans von Frederick Forsyth wartet zwar mit zwei Superstars und vielen modischen Effekten auf, vermag aber seiner Vorlage keinerlei neue Facetten abzugewinnen. Im Gegenteil: Die Neuinszenierung fällt in jeder Hinsicht ab.“
Hans J. Wulff stellte in seinem Werk Der Schakal, Filmgenres Thriller fest: „Die Neuverfilmung des Stoffs […] erreicht an keinem Punkt die analytische Klarheit und Dichte des Films von Zinnemann, er bleibt ein flacher und am Gegenstand [dem Politischen als ‚zutiefst zynisch konfiguriertem Feld‘] eigentlich uninteressierter Action-Film.“
Cinema schrieb, von der Kälte, Klasse und Eleganz eines der großartigsten Kino-Thriller der 1970er Jahre sei in dem Remake nicht mehr viel übriggeblieben. Der brisante, politische Hintergrund des Ur-Schakals wurde zugunsten einer schablonenhaften Rachegeschichte verworfen. Aus Gründen der Political correctness ziehen aufrechte FBI-Agenten, KGB-Offiziere und IRA-Idealisten gemeinsam das Netz zu. Das Werk sei ein Film der Superstars, High-Tech-Gimmicks, internationalen Schauplätze und der offenen Fragen, der dem Direktvergleich mit dem ungleich konsequenter durchdachten Original nicht standhält. In der Überarbeitung des großartigen Thrillers sei die Bösartigkeit des Klassikers zur Zirkusnummer mutiert.

### Auszeichnung
Die Deutsche Film- und Medienbewertung FBW in Wiesbaden verlieh dem Film das Prädikat „wertvoll“.